# DECR2
DECR2 (англ. 2,4-dienoyl-CoA reductase 2) – білок, який кодується однойменним геном, розташованим у людей на короткому плечі 16-ї хромосоми. Довжина поліпептидного ланцюга білка становить 292 амінокислот, а молекулярна маса — 30 778.
| 10         |  | 20         |  | 30         |  | 40         |  | 50         |
| ---------- |  | ---------- |  | ---------- |  | ---------- |  | ---------- |
| MAQPPPDVEG |  | DDCLPAYRHL |  | FCPDLLRDKV |  | AFITGGGSGI |  | GFRIAEIFMR |
| HGCHTVIASR |  | SLPRVLTAAR |  | KLAGATGRRC |  | LPLSMDVRAP |  | PAVMAAVDQA |
| LKEFGRIDIL |  | INCAAGNFLC |  | PAGALSFNAF |  | KTVMDIDTSG |  | TFNVSRVLYE |
| KFFRDHGGVI |  | VNITATLGNR |  | GQALQVHAGS |  | AKAAVDAMTR |  | HLAVEWGPQN |
| IRVNSLAPGP |  | ISGTEGLRRL |  | GGPQASLSTK |  | VTASPLQRLG |  | NKTEIAHSVL |
| YLASPLASYV |  | TGAVLVADGG |  | AWLTFPNGVK |  | GLPDFASFSA |  | KL         |

A: Аланін

C: Цистеїн

D: Аспарагінова кислота

E: Глутамінова кислота

F: Фенілаланін

G: Гліцин

H: Гістидин

I: Ізолейцин

K: Лізин

L: Лейцин

M: Метіонін

N: Аспарагін

P: Пролін

Q: Глутамін

R: Аргінін

S: Серин

T: Треонін

V: Валін

W: Триптофан

Кодований геном білок за функціями належить до оксидоредуктаз, фосфопротеїнів. 
Задіяний у таких біологічних процесах, як метаболізм жирних кислот, метаболізм ліпідів, ацетилювання, альтернативний сплайсинг. 
Білок має сайт для зв'язування з НАДФ. 
Локалізований у пероксисомах.